# آرمل بلا-کوچاپ
آرمل بلا-کوچاپ (زاده ۱۱ دسامبر ۲۰۰۱) بازیکن فوتبال اهل آلمان است که به صورت قرضی برای باشگاه آیندهوون بازی می‌کند.

## دوران باشگاهی
در جولای ۲۰۱۸، بلا-کوچپ به اردوی تابستانی فصل ۱۹–۲۰۱۸ باشگاه بوخوم اضافه شد. در مارس ۲۰۱۹، بلا-کوچپ اولین قرارداد حرفه‌ای خود را با بوخوم امضا کرد. او اولین بازی حرفه‌ای خود را برای بوخوم در بوندس‌لیگا ۲ انجام داد و در تاریخ ۲۸ آوریل ۲۰۱۹، در بازی خارج از خانه مقابل ارتسگبیرگ آئو وارد زمین شد.

## آمار شغلی
تا تاریخ ۲۳ مه ۲۰۲۱
| باشگاه | فصل     | لیگ         | لیگ  | لیگ | جام حذفی | جام حذفی | جمع  | جمع |
| باشگاه | فصل     | لیگ         | بازی | گل  | بازی     | گل       | بازی | گل  |
| ------ | ------- | ----------- | ---- | --- | -------- | -------- | ---- | --- |
| بوخوم  | ۲۰۱۸–۱۹ | بوندس‌لیگا ۲ | ۴    | ۰   | ۰        | ۰        | ۴    | ۰   |
| بوخوم  | ۲۰۱۹–۲۰ | بوندس‌لیگا ۲ | ۱۲   | ۰   | ۲        | ۰        | ۱۴   | ۰   |
| بوخوم  | ۲۰۲۰–۲۱ | بوندس‌لیگا ۲ | ۲۸   | ۱   | ۲        | ۰        | ۳۰   | ۱   |
| بوخوم  | جمع     | جمع         | ۴۴   | ۱   | ۴        | ۰        | ۴۸   | ۱   |
| مجموع  | مجموع   | مجموع       | ۴۴   | ۱   | ۴        | ۰        | ۴۸   | ۱   |

## بازی‌های ملی
بلا-کوچپ ابتدا در رده جوانان و در تیم زیر ۱۸ سال آلمان حضور یافت. او اولین بازی خود را در ۱۵ نوامبر ۲۰۱۸، در یک بازی دوستانه مقابل قبرس انجام داد که با پیروزی ۱–۰ به پایان رسید.

## زندگی شخصی
بلا-کوچپ در شهر پاریس فرانسه به دنیا آمده‌است. او پسر سیریل فلورنت بلا، ملی‌پوش سابق کامرون است.